# Pauline van der Wildt
Paulina Jacoba "Pauline" van der Wildt, född 29 januari 1944 i Schiedam, är en nederländsk före detta simmare.
Hon blev olympisk bronsmedaljör på 4 x 100 meter frisim vid sommarspelen 1964 i Tokyo.